# Schamhaar
Mit Schamhaar (Pubes) wird das Haar an der Haut über den äußeren Teilen der männlichen und weiblichen Geschlechtsorgane und der angrenzenden Region bezeichnet. Die Schambehaarung ist ein Teil der Körperbehaarung, jedoch beginnt ihr Wachstum erst in der Pubertät und bildet sich als sekundäres Geschlechtsmerkmal heraus, an dem man die Geschlechtsreife eines Menschen erkennen und ihn so von einem Kind unterscheiden kann.
Da heutzutage jedoch in den meisten europäischen Ländern, abgesehen von einer klinischen Pubertas praecox, die Pubertät bei beiden Geschlechtern immer früher einsetzt, ist es durchaus möglich, dass die Betreffenden schon vor ihrem 14. Lebensjahr mehr oder weniger ausgeprägte Schambehaarung aufweisen können, doch juristisch noch als Kinder gelten und zumeist auch psychisch einen eher kindlichen Entwicklungsstand aufweisen.
Die vollständige oder partielle Entfernung des Schamhaars im Genitalbereich wird als Schamhaarentfernung bezeichnet und stellt ein weit verbreitetes Schönheitsideal dar.

## Struktur, Ausprägung und Wachstum

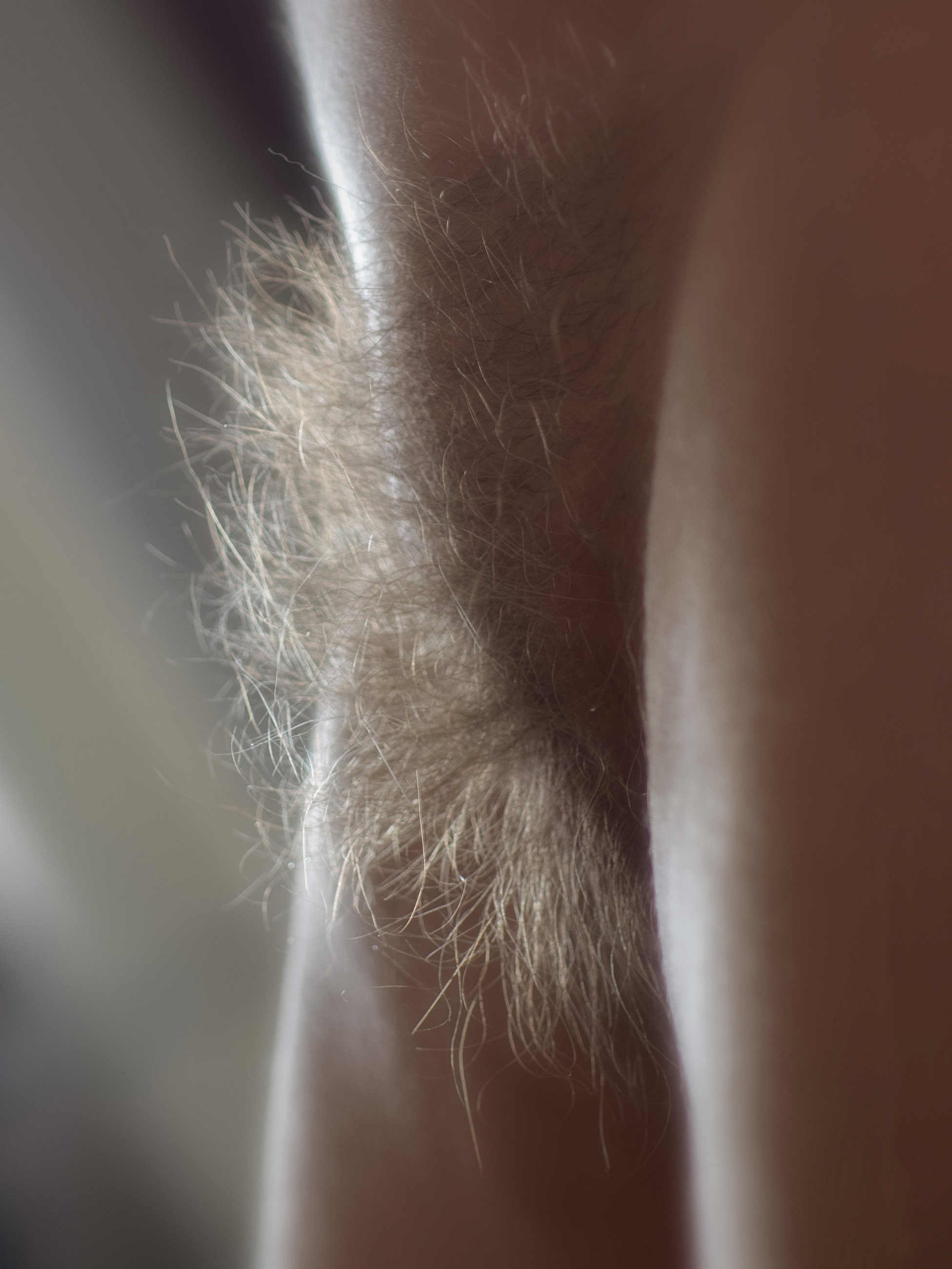
Blonde Schamhaare einer Frau

Schamhaare beginnen in der Pubertät zu wachsen, bei Mädchen etwa ab dem zehnten und bei Jungen etwa ab dem zwölften Lebensjahr. Bei Mädchen bedecken die Schamhaare (Crinis vulvae) die äußeren Schamlippen und den Venushügel. Beim Jungen wachsen die Schamhaare auf dem Hodensack und um die Peniswurzel herum. Bei Frauen erinnert die Form der Behaarung oberhalb des Geschlechts an ein auf der Spitze stehendes Dreieck. Bei Männern wachsen die Schamhaare in Form eines Trapezes oder in gerader Linie bis zum Bauchnabel hinauf.
Je nach genetischer Veranlagung kann sich die Behaarung bis auf den Afterbereich ausdehnen. Die Haare im Analbereich werden auch als perianale Behaarung bezeichnet. Behaart ist in der Regel nur der äußere Bereich des Analkanals, die so genannte Zona cutanea. Die Schleimhaut im unmittelbaren Umfeld des Afters selbst ist unbehaart. Der Ausdruck perianale Behaarung (von griech. περί peri- „ringsum, umgebend“) ist daher sachlich exakter.
Analhaar tritt sowohl bei Männern als auch bei Frauen auf und ist individuell und geschlechtsspezifisch unterschiedlich dicht und stark ausgeprägt. Die Entwicklung vom kaum sichtbaren, flaumartigen Vellushaar zum kräftigeren, pigmentierten Terminalhaar erfolgt erst im postpubertären Stadium.
Die Schamhaare sind meist kräftiger und dunkler als die Kopfhaare, bei Rothaarigen, sehr Hellblonden und Schwarzhaarigen gleichfarbig. Bei Europäern sind sie häufig gelockt oder gekräuselt, bei Afrikanern eng gekräuselt und bei Asiaten und den amerikanischen Ureinwohnern eher glatt und stärker anliegend. Auch die Haardichte und das Maß der Ausbreitung sowie die Länge der Schamhaare sind genetisch bedingt und daher individuell verschieden.
Für Schamhaare wird ein durchschnittliches Wachstum von 0,20 bis 0,39 mm/Tag angegeben; für die Wachstumsphase (Anagenphase) wurde eine Zeitspanne von 47 bis 77 Wochen, für die Ruhephase (Telogenphase) von 51 bis 73 Wochen ermittelt, an die sich dann der Haarausfall anschließt.
|  |  | - männliche Schambehaarung - Behaarter Hodensack - Gesäß und Perineum mit Schambehaarung |  | - weibliche Schambehaarung - Vulva mit Schambehaarung - Gesäß und Vulva mit Schambehaarung |

## Hygiene

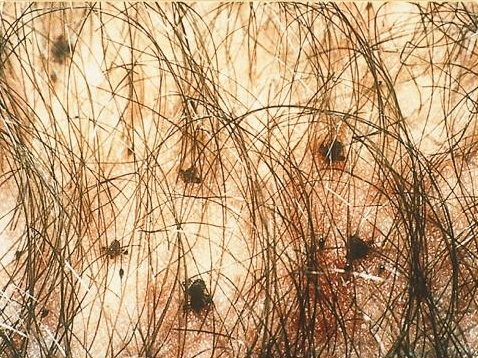
Filzlausbefall im Schamhaar

Eine stark ausgeprägte perianale Behaarung führt häufig zu hygienischen Problemen und zwingt Betroffene zu besonderer Reinigung nach dem Stuhlgang.
Die Filzlaus ist ein Parasit des Menschen, der überwiegend die Schambehaarung befällt. Die Übertragung von Mensch zu Mensch erfolgt in erster Linie durch sexuellen Kontakt. Die Läuse legen ihre Eier in der Schambehaarung ab, wo diese dann haften bleiben. Laut wissenschaftlichen Langzeitstudien ist die Verbreitung der Filzlaus proportional mit der zunehmenden Entfernung der Schamhaare zurückgegangen.

## Biologische Funktion
Evolutionsbiologisch stehen die Schamhaare wahrscheinlich, wie die Achselhaare auch, im Dienst der Verdunstung von Duftdrüsen-Sekreten für den geschlechtsspezifischen Körpergeruch im Scham- und Leistenbereich. Die Schamhaare dienen dazu, die aus den Geruchsdrüsen abgesonderten Sekrete aufzufangen und somit die Ausdünstung zu verstärken. Die Verdunstung dieser als Pheromone bezeichneten Sekrete soll bei Primaten Paarungsbereitschaft signalisieren. Inwieweit bei der menschlichen Partnerwahl heute noch solche Pheromone eine Rolle spielen, und ob den Schamhaaren dabei eine besondere Bedeutung zukommt, ist nicht bekannt.
Schamhaare bieten in begrenztem Umfang auch Schutz vor Fremdkörpern und Krankheitserregern sowie vor übermäßiger Kälte und Hitze.
Sie fungieren in jedem Fall, so wie der Achselhaarwuchs und der Bartwuchs des Mannes, als sekundäres Geschlechtsmerkmal, indem sie indirekt die Zeugungsfähigkeit anzeigen.

## Gesellschaftlich-kulturelle Einordnung
Die Haltung gegenüber der Schambehaarung unterscheidet sich stark zwischen unterschiedlichen Kulturkreisen und Epochen. Während in einigen Kulturen Schamhaare eine positive erotische oder ästhetische Bewertung erfahren, individuell bis hin zum Schamhaarfetischismus, sind sie in anderen Kulturkreisen unerwünscht und werden entfernt.

Männliche und weibliche Genitalien, jeweils mit und ohne Schambehaarung
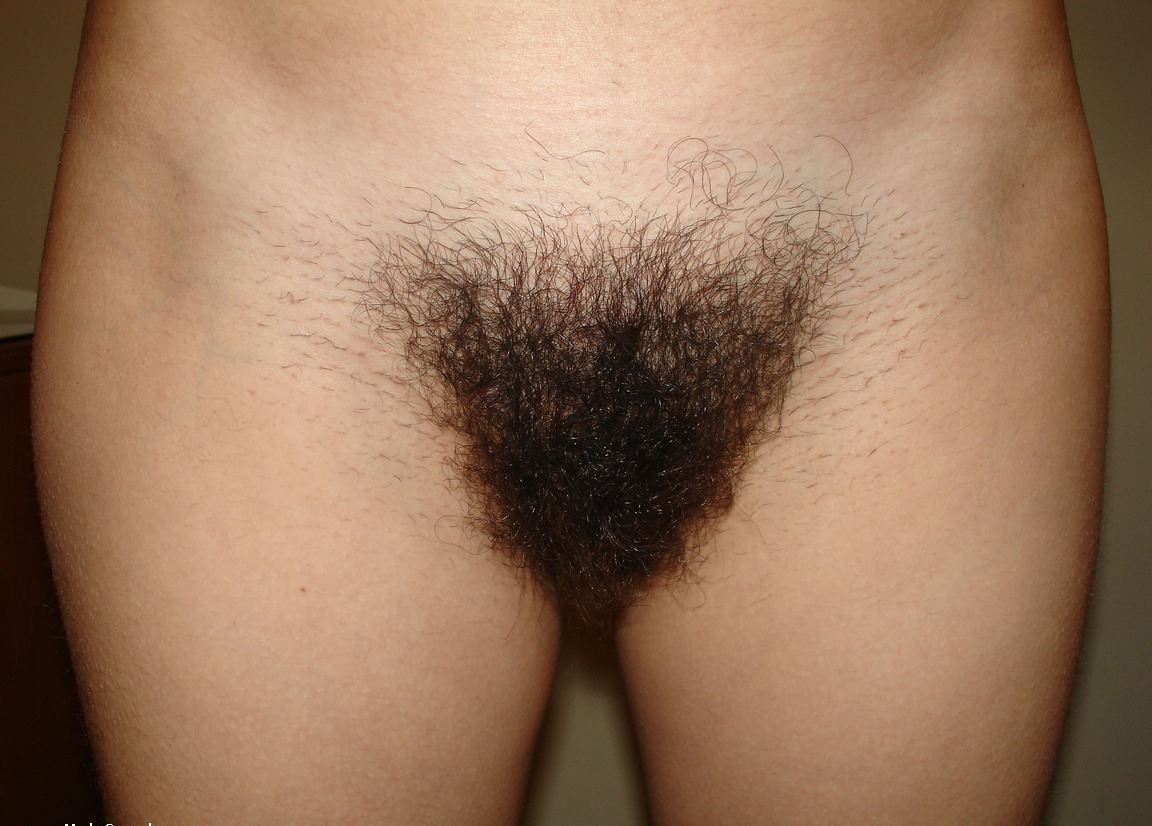
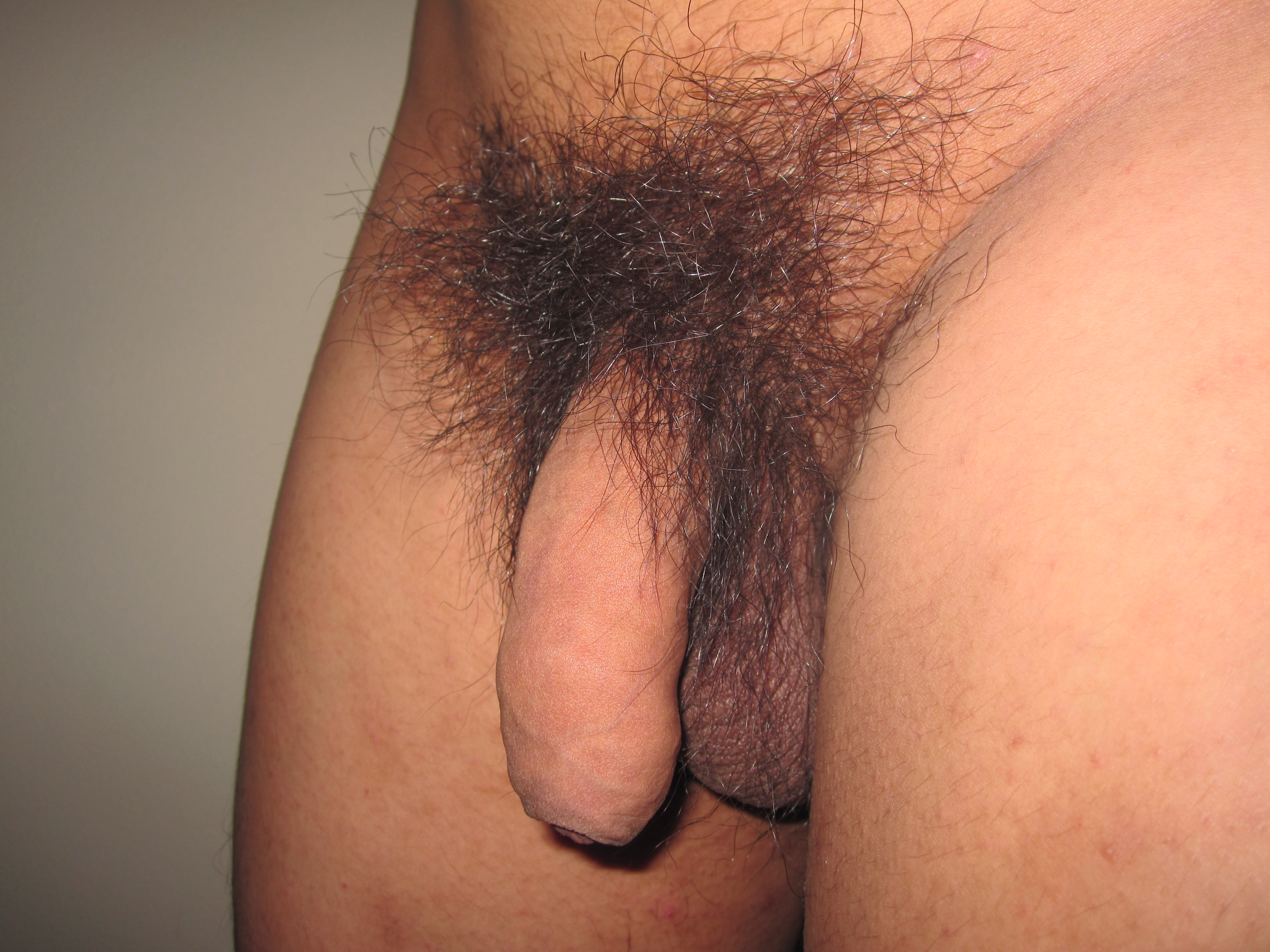
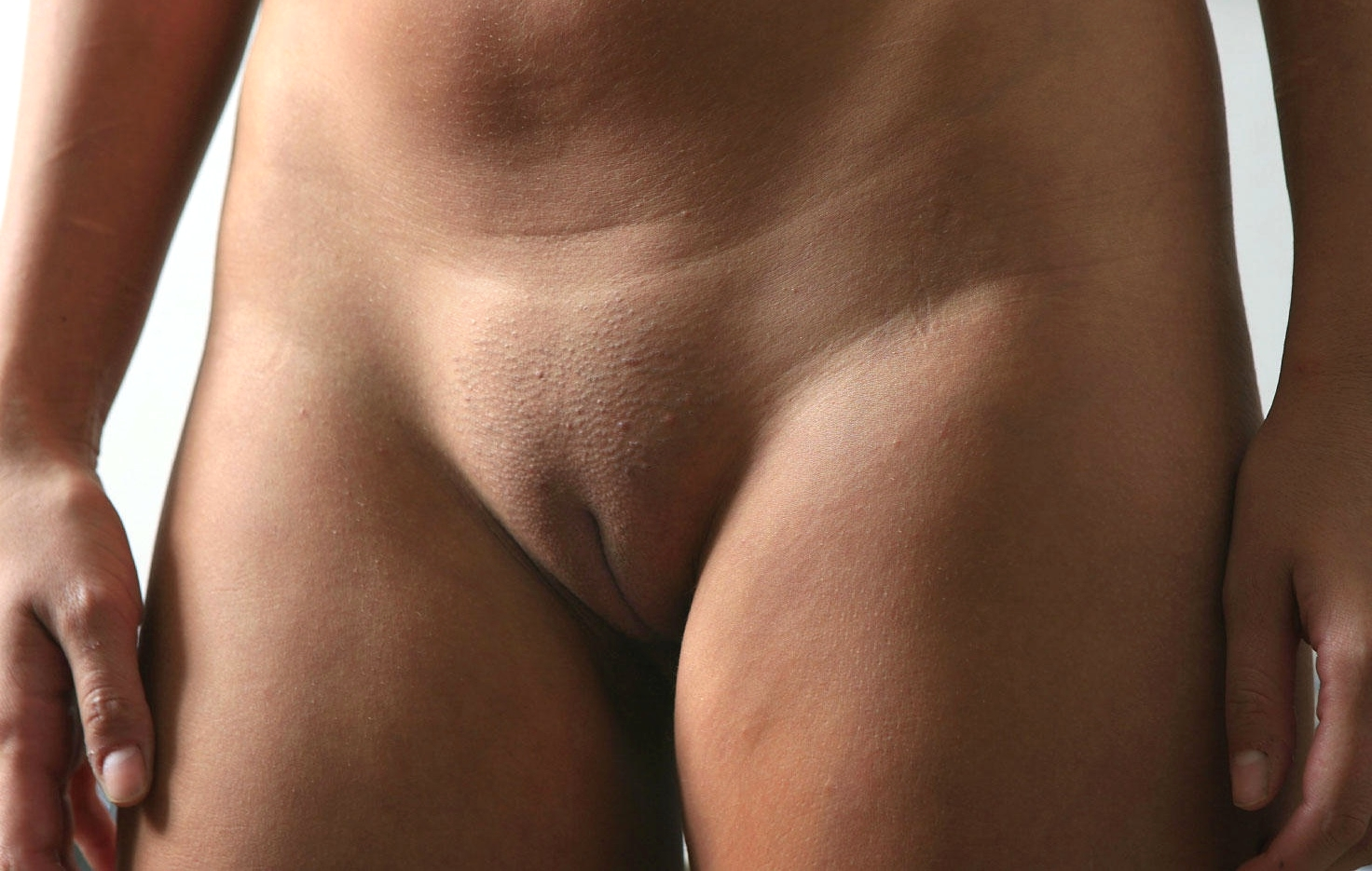
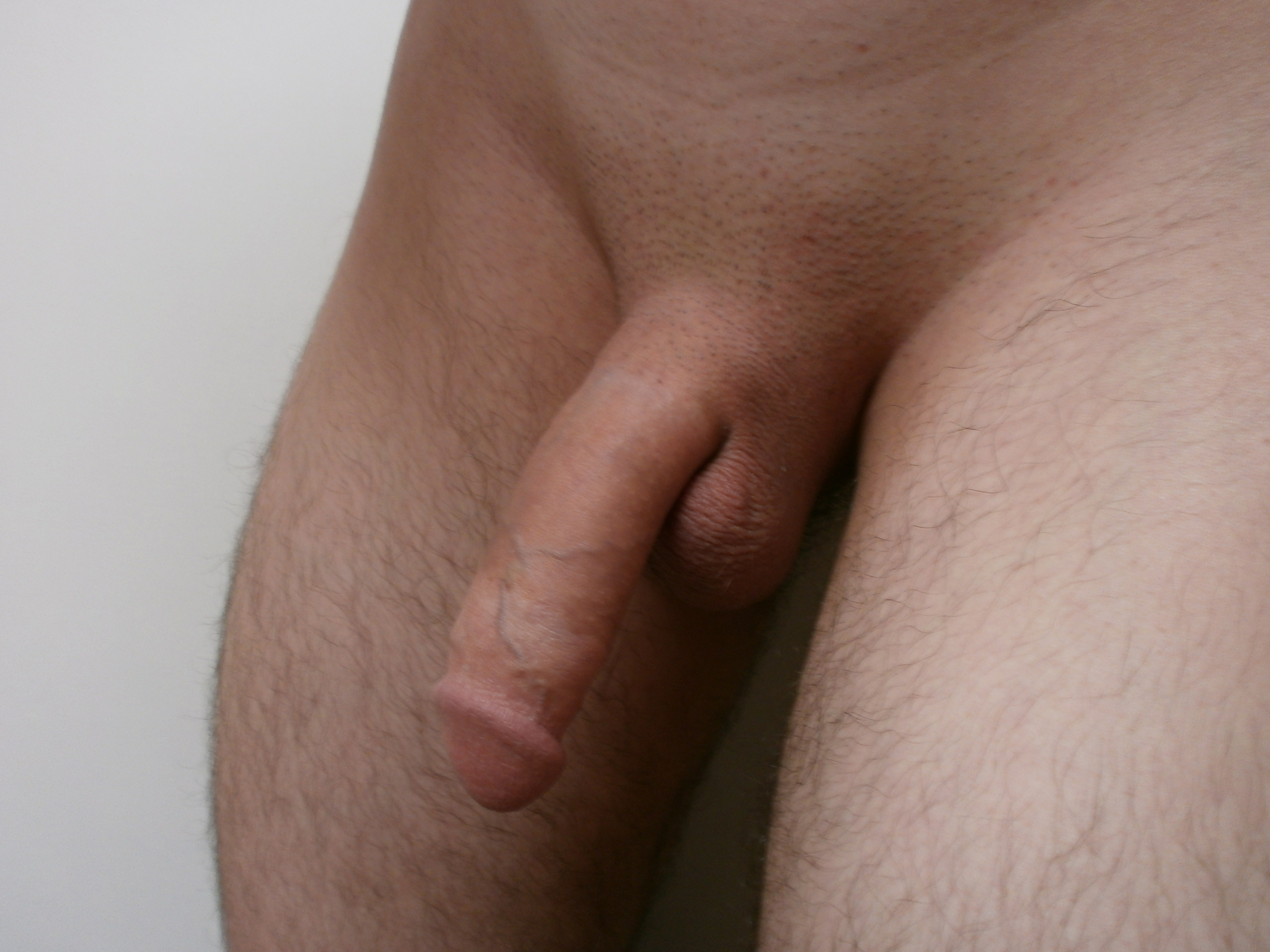

In verschiedenen älteren Kulturen in Afrika (z. B. Pygmäen), Polynesien und Melanesien stehen die Schamhaare als Symbol für Fruchtbarkeit und Heiratsfähigkeit. Im islamischen Kulturkreis werden Schamhaare bei Männern und Frauen entfernt. Ebenso war in antiken Hochkulturen die Entfernung der Schambehaarung üblich.
Während im Europa der Neuzeit die Schambehaarung üblicherweise nicht entfernt wurde, hat seit dem Ende des 20. Jahrhunderts ihre Entfernung einen zunehmenden Aufschwung.
In der westlichen Welt war die Schambehaarung wechselnden Moden und kulturellen Einstellungen unterworfen. So gab es in Europa in Antike, Mittelalter und Neuzeit immer wieder Zeiten, in denen die Entfernung der Schambehaarung üblich war. Während im 20. Jahrhundert bis in die 1980er Jahre hinein selbst die teilweise Enthaarung unüblich war und volle Schambehaarung die Norm darstellte, setzte sich ab den 1990er Jahren zunehmend die Entfernung durch.
Ab der Jahrtausendwende und den 2000er Jahren galt die Schamhaarentfernung als normalisierte kulturelle Praxis, einhergehend mit einer Missbilligung der Schambehaarung und einer sozialen Erwartung zu ihrer Entfernung: der haarlose Intimbereich wurde zur kulturellen Norm.
Es folgte jedoch eine Relativierung und Abschwächung dieser „Enthaarungsnorm“ in den 2010er Jahren, so dass inzwischen eine weniger klar vorherrschende gesellschaftliche Normierung bzw. Einschränkung in Bezug auf die Gestaltung der Schambehaarung vorliegt: eine voll ausgeprägte, natürliche Schambehaarung kann mittlerweile als ebenso ästhetisch und sozial akzeptabel wie ein vollständig haarfreier Intimbereich betrachtet werden.

## Verwendung in Forschung und Forensik
Zur Klärung spezieller Fragen der Exposition gegenüber beziehungsweise der Akkumulation von Schwermetallen, des Stoffwechsels von Ethanol und der Exposition gegenüber Drogen werden Schamhaare auch in der physiologischen Forschung und Forensik nach angemessener Probenvorbereitung eingesetzt.

## Schambehaarung in Kunst und Medien

Der Ursprung der Welt von Gustave Courbet (1866)

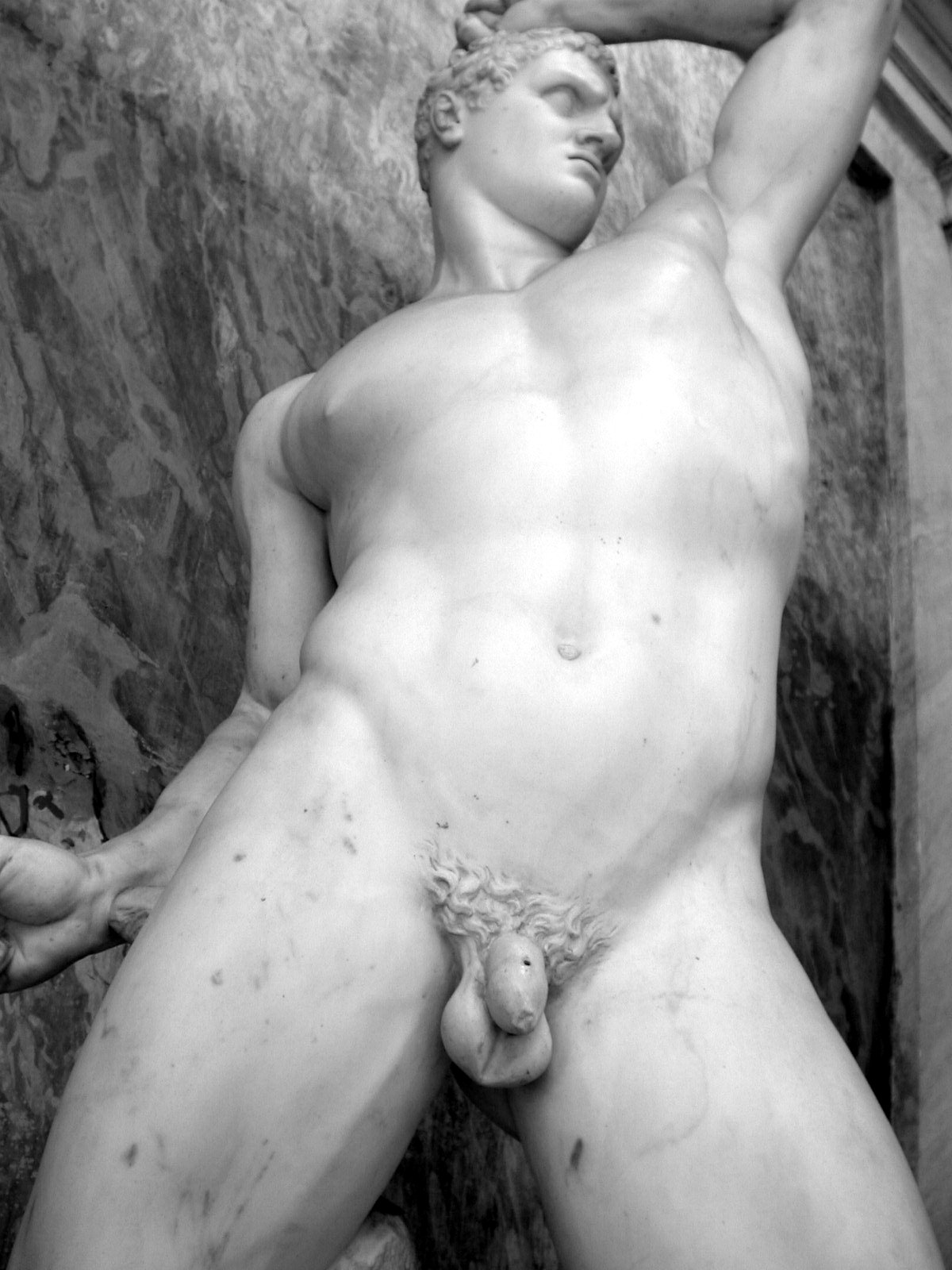
Der Boxer Creugas von Antonio Canova (ca. 1800)

- Als früheste bildnerische Darstellung von Schamhaar in der europäischen Neuzeit gilt Hans Baldungs Der Tod und das Mädchen.[22]
- Das 1866 veröffentlichte Gemälde Der Ursprung der Welt (L’Origine du monde) von Gustave Courbet stellte Schambehaarung in explizit demonstrativer Weise dar. Das Bild löste seinerzeit einen Skandal aus und ruft auch heute noch heftige Reaktionen im Publikum hervor.
- Dem Kunsthistoriker und Philosophen John Ruskin wird zugeschrieben, dass er in seiner Hochzeitsnacht durch den Anblick weiblicher Schamhaare traumatisiert wurde und floh, so dass die Ehe annulliert wurde, weil er in seinem Beruf nur Akte ohne weibliche Schambehaarung zu Gesicht bekommen hatte und daher nichts von deren Existenz wusste. Zu Ruskins Lebzeiten im 19. Jahrhundert war es nicht üblich, vor der Hochzeitsnacht sexuell zu verkehren oder Frauen nackt zu sehen.[23]
- Die von dem Wiener Medien-Künstler Gerald Zahn geschaffene Videoinstallation Hairy Monsters widmet sich als Hommage an die Pornografie der 1960er bis 1970er Jahre dem Thema der Schambehaarung, wobei kaleidoskopartige Spiegelungen von Schamhaar-Partien an seltsame behaarte Wesen erinnern.[24]
- Die Schauspielerin Sienna Miller musste für ihren Film Hippie Hippie Shake, welcher in der Hippie-Zeit spielt, für einige Nacktszenen nachträglich am Computer mit Schamhaaren versehen werden. Da unter den Hippies damals eine Schamhaarentfernung unüblich war, hätten die Szenen unauthentisch gewirkt.[25]
- Kate Winslet sollte in dem Film Der Vorleser ein Schamhaar-Toupet tragen, weil den Filmemachern ihr eigenes Schamhaar nicht üppig genug war, weigerte sich jedoch.[26]